# Stronghold Legends
Stronghold Legends ist eine 2006 erschienene mittelalterliche Burgen- und Wirtschaftssimulation des britischen Spieleentwicklers Firefly Studios. Legends gilt als der vierte Teil der Serie und stellt den Ableger von Stronghold 2 dar.
Basierend auf der Grafik-Engine von Stronghold 2, wird das Thema dieses Mal mehr auf Fantasy – hauptsächlich Sagen und Legenden – verlagert. Man hat die Wahl, ob man König Arthus, Dietrich von Bern oder Vlad den Pfähler (Dracula) spielt, welche jeweils auch ein anderes Volk beherrschen. Somit bietet Stronghold Legends insgesamt drei unterschiedliche Bauarten und Gruppen von Sondereinheiten.

## Kampagnen
In Legends gibt es drei sogenannte Legenden-Kampagnen, die sich jeweils einer anderen Legende und somit auch einem anderen Volk widmen. Jede davon hat ihren zugehörigen relativen Schwierigkeitsgrad, wobei die Schwierigkeit des Spielverlaufes unabhängig davon manuell eingestellt werden kann.

### König Artus (leicht)
In dieser Kampagne geht es um König Artus und die Ritter seiner Tafelrunde, wobei besonders Merlin eine bedeutende Rolle spielt. Die Umwelt in dieser Geschichte ist üppig bewachsen und hat zahlreiche grüne Bäume. Um mit einer anderen Kampagne fortfahren zu können, muss man mindestens zwei Missionen von dieser abgeschlossen haben. Zusätzlich gibt es Sondereinheiten wie z. B. Sir Gareth, Sir Bedivere, grüner Drache.

### Eis (mittel)
Dieser Abschnitt beschäftigt sich mit Dietrich von Bern und seiner Eroberung des Nordens. Er ist um einiges schwieriger als der Vorgänger, da er zahlreiche Erschwernisse in Militär und Wirtschaft neu einbringt. Auch ändert sich die Umwelt: Die Gegend ist nun in einem verschneiten Eisthema, welches im Besonderen die Farben weiß und hellblau in den Vordergrund stellt. Zusätzlich gibt es Sondereinheiten wie z. B. Eisriesen, Eiskönigin, Eisdrache.

### Böse (schwierig)
In der dritten und letzten Kampagne spielt man Vlad den Pfähler. Sie ist als schwerste von allen konzipiert. Erkennbar ist dies vor allem an den vielen sehr starken gegnerischen Einheiten und hohen Anforderungen für das Erreichen der nächsten jeweiligen Stufe. Dieses Mal zeichnet sich die Umgebung durch den markanten roten Boden und die abgestorbenen Bäume aus. Zusätzlich gibt es Sondereinheiten wie z. B. Werwölfe, Zauberer, böser Drache.
Zudem gibt es mehrere kurze Legenden-Pfade. Wie die Kreuzzugsmärsche in Stronghold Crusader bieten diese eine Serie verschiedener Gefechtskarten.

## Spielprinzip
Im Vergleich zum Vorgänger Stronghold 2, der allgemein als etwas überladen gilt, versuchten die Entwickler bei Stronghold Legends einen Schritt zurückzugehen. So gibt es beispielsweise Rattenplagen, Einbrüche in den Kornspeicher und sonstige Plagen zwar in Form von per Zufallsprinzip eintretenden Ereignissen weiterhin, sie nehmen aber deutlich weniger Einfluss auf das Spiel und sollen es somit wieder unkomplizierter machen. Jede Legende hat einen eigenen Baustil und eine andere Bauverfügbarkeit. Zusätzlich stehen jeder Legende andere Spezial- oder Heldeneinheiten zur Verfügung. Während beispielsweise Siegfried und Vlad der Pfähler wegen Fabelgestalten wie Riesen, Feen, Zwergen oder Dämonen militärisch begünstigt ist, muss der Spieler bei König Artus mehr auf die Größe seiner Armee setzen. Dafür hat man bei diesem in der Verteidigung der Burg aber einen Vorteil, da er wallmontierte Mangen hat und seine Einheiten vergleichsweise günstig sind.

### Beliebtheit
Wie in den Vorgängern ist die Beliebtheitswertung ein zentraler Faktor für den Aufbau der Burg. Nur bei Beliebtheitswerten über 50 % kommen Bauern zur Burg, die als Arbeitskräfte und Soldaten zur Verfügung stehen. Reichliche Nahrungsversorgung, Bierausschank und Gottesdienste steigern die Beliebtheit, Steuern oder nicht vorhandene Nahrung verringern sie.

### Ländereien
Zu Beginn einer Spielrunde besitzt man eine Länderei, in der man Gebäude errichten kann. Je nach Karte kann es aber auch neutrale Ländereien geben. Diese können durch Truppen eingenommen oder mit Ehre, solang neutral, gekauft werden. In eroberten Ländereien kann man keine Militärischen- oder Spezialgebäude bauen, allerdings produzieren eroberte Ländereien Gold, Ehre und Rohstoffe, die in die Heimatländerei transportiert werden. Optisch passt sich jede Länderei der Fraktion an, die sie gerade kontrolliert, indem sich die Flagge im Zentrum der Länderei ändert, gleichzeitig ändern sich die Gewande der Bauern zur jeweiligen Fraktionsfarbe.

### Güter
Die Güter und Produktionsketten sind größtenteils aus dem Vorgänger übernommen, allerdings sind die relativen Baukosten verschiedener Gebäude deutlich verändert. Güter, wie z.B Holz oder Stein, sind grundsätzlich lokalisiert, müssen also zwischen Produktions-, Lager- und Verarbeitungsorten transportiert werden. Beim Bau von Gebäuden, beim Handel und beim Rekrutieren von Soldaten hingegen werden die erforderlichen Materialien direkt im Lager verbraucht.

### Gold, Ruhm und Ehre
Wie im Vorgänger gibt es die Ressourcen Gold und Ehre, zudem wird Ruhm neu eingeführt.
Gold kann durch Steuern, den Verkauf von Gütern und die Kontrolle neutraler Ländereien gewonnen werden. Nahezu alle Militäreinheiten werden mit Gold rekrutiert.
Ehre wird wie im Vorgänger durch die Bereitstellung vornehmer Speisen, vielseitiges Nahrungsangebot, Gottesdienste und Siegesstatuen erhalten. Nahkampfsoldaten und alle Spezialeinheiten werden mit Ehre rekrutiert.
Ruhm wird gewonnen, wenn Nahkampfeinheiten gegnerische Einheiten töten. Mit Ruhm können ausschließlich Siegesstatuen aufgestellt werden, die regelmäßig Ehre generieren.

### Militär
Jede Fraktion kann Soldaten und Spezialeinheiten rekrutieren, die Artus-Fraktion und die Böse-Fraktion können auch Belagerungsgeräte bauen. Manche Einheiten können fliegen, sich also ungehindert über die Karte bewegen, und einige Spezialeinheiten können ohne Hilfsmittel Mauern erklimmen. Mit Ausnahme von Drachen haben Militäreinheiten keine Ausbildungszeit, sondern erscheinen sofort. Einen Unterschied zu allen bisherigen Ablegern der Serie stellt der Ort des Einheitenspawns dar. In Stronghold: Legends erscheinen Einheiten direkt vor dem Rekrutierungsgebäude, in allen bisherigen Ablegern mussten diese jedoch zum Rekrutierungsgebäude laufen, bevor sie befehligt werden konnten.

#### Soldaten
Die verfügbaren Soldaten (Lanzenträger, Bogen- und Armbrustschützen, Pikeniere, Streitkolben- und Schwertkämpfer, Ritter) sind dieselben wie im Vorgänger. Die benötigten Waffen und Rüstungen sind unverändert, allerdings sind die Kosten modifiziert. Alle Nahkampfeinheiten außer Lanzenträgern erfordern nun Ehre zur Ausbildung, Fernkämpfer hingegen können auch ohne Ehre rekrutiert werden. Pferde für Ritter werden nicht mehr gezüchtet, sondern können für Ehre erworben werden.

#### Belagerungsgeräte
Die Belagerungsgeräte sind zum Großteil aus dem Vorgänger übernommen. Allerdings gibt es auch Neuerungen wie den Werwolfwerfer, der Werwölfe über Mauern katapultieren kann. Zudem können, im Gegensatz zu allen früheren Titeln der Reihe, Triböcke nun beliebig auf- und wieder abgebaut werden.

#### Spezialeinheiten
Jede Fraktion verfügt über ein Gebäude zur Rekrutierung von Spezialeinheiten. Im Gegensatz zu Soldaten sind für Spezialeinheiten keine Waffen oder Rüstungen erforderlich, sondern nur Gold und Ehre. Einige Einheiten sind Helden. Man kann nur ein Exemplar jedes Helden besitzen. Helden verfügen über eine Spezialfähigkeit, die aktiv eingesetzt werden kann. Außerdem kann jede Fraktion einen Drachen ausbrüten. Im Gegensatz zu allen anderen Einheiten haben die Drachen eine Ausbildungszeit, außerdem stirbt ein Drache nach kurzer Zeit automatisch.
Tafelrunde
Die Artus-Fraktion hat neben ihrem Drachen ausschließlich Heldeneinheiten. Neben dem Zauberer Merlin können auch die Ritter Sir Gawain, Sir Gareth, Sir Lanzelot, Sir Galahad, Sir Parzival und Sir Bedivere gerufen werden. Der grüne Drache kann gegnerische Einheiten und Gebäude in Brand setzen.
Eisturm
Die Eis-Fraktion hat die Eiskönigin als Heldeneinheit. Außerdem sind Eisjungfern, Eisbären, Eisriesen, Weiße Hexen (fliegende Fernkampfeinheiten), Weiße Wölfe und Zwerge verfügbar. Der Eisdrache kann gegnerische Einheiten einfrieren.
Zaubererturm
Die Böse-Fraktion hat einen Zauberer als Heldeneinheit. Außerdem können Dämonen (Brandstifter, die über Mauern klettern können), Höllenhunde, Kriecher (Mauerkletterer, die feindliche Fernkämpfer bekehren), Werwölfe, Riesige Dämonenfledermäuse (fliegende, explosive Kamikazeeinheiten) und sächsischer Krieger rekrutiert werden. Der schwarze Drache kann generische Einheiten und Gebäude in Brand setzen.

#### Verteidigungsanlagen
Jede Fraktion kann Mauern, einfache Türme, Aussichtstürme, Verteidigungstürme und Torhäuser errichten. Je nach Fraktion stehen zusätzliche stationäre Verteidigungsanlagen zur Verfügung, beispielsweise Pechgräben, Fallgruben oder Käfige mit feuerspeienden Drachlingen. Mauern und Türme können mithilfe von Belagerungsgeräten und manchen Einheiten zerstört werden. Fliegende Einheiten wie Drachen können sich ungehindert über Verteidigungsanlagen hinweg bewegen.
Auch der Mehrspieler-Modus ist überarbeitet worden: Er verfügt zusätzlich noch über einen Wirtschaftsmodus, welcher im Einzelspielermodus, anders als im Vorgänger, nicht als „Eigenes Gefecht“ spielbar ist.
Wie schon die Vorgänger, bietet auch Stronghold Legends einen Szenario-Editor an, in dem eigene Level und Kampagnen gebaut werden können. Dieser lässt dem Spieler vergleichsweise viele Optionen: Neben der Möglichkeiten, die Karte in verschiedene Ländereien einzuteilen, wird auch die Möglichkeit geboten, Klangeffekte (z. B. Wind in den Bäumen, Schneesturm, Tierstimmen, Stadtgeräusche etc.) in verschiedenen Teilen der Karte zu verteilen. Es ist ebenfalls möglich, mehrere Missionen in einem Szenario einzubauen.

## Entwicklungsgeschichte
Nach der Ankündigung im Februar 2006 und einer Demo, wurde Legends am 12. Oktober 2006 und somit knapp anderthalb Jahre nach dem Vorgänger Stronghold 2 offiziell veröffentlicht. Da das Spiel einige Bugs enthielt, wurden bis zum Februar 2007 zwei Patches, welche auch einige neue Funktionen hinzufügten, veröffentlicht. Zu diesem Zeitpunkt war Stronghold: Legends auf Version 1.2, da zu GameSpy Technologies am 31. Mai 2014 seine Server abgeschaltet haben, war der Mehrspieler-Modus nicht mehr spielbar. Firefly kündigte daraufhin eine Lösung per Steam-Multiplayer an, mit welcher zugleich ein letzter Patch erscheinen sollte. Patch 1.3 erschien am 16. September 2016 und ist die aktuellste Version des Spiels (Stand: 13. April 2020). Außerdem wurde der Patch für Spieler der auf DVD veröffentlichten Version zum kostenlosen Download auf der Hersteller-Website angeboten.

## Bewertungen
Trotz gemischten bis guten Bewertungen für das frische Konzept wurde das Spiel wegen der immer noch nicht behobenen KI-Mängel aus Stronghold 2 und des durch die neuen Fabelwesen hinzugekommenen teilweise „unfairen“ Schwierigkeitsgrades kritisiert. (Metacritic: 57 von 100).
Steve Butts von IGN findet, die Serie habe sich seit dem Erstling von „a sort of castle simulator with a little warfare on the side“ (deutsch: „einer Art Burgsimulator mit ein wenig Kriegsführung dabei“) zu „a game about warfare that just happens to have castles in it“ (deutsch: „einem Spiel über Kriegsführung, das zufällig auch Burgen hat“), entwickelt. Die Möglichkeit, eine Armee mit Riesen, Drachen und anderen mystischen Wesen zu verstärken, sei durchaus interessant und bringe neue taktische Möglichkeiten. Dennoch seien die neuen Einheiten nicht vernünftig ausbalanciert und zumeist ihre Baukosten nicht wert. Auch die Kampfmechanik sei nicht gelungen. Ohne Kollisionserkennung „melees usually degenerate into huge clumps of different colored tunics mixing around“ (deutsch: „werden Nahkämpfe zu riesigen Haufen verschiedener farbiger Gewänder“) und komplexe Formationen für Truppen seien nicht möglich. „What's really depressing though is that the game has completely divested itself of any indication that it comes from a line of more building-oriented games.“ (deutsch: „Was aber wirklich deprimierend ist, ist, dass das Spiel vollständig auf jeden Hinweis verzichtet, dass es aus einer Reihe mehr Aufbau-orientierter Spiele stammt.“) In Stronghold Legends diene fast alles nur der Produktion von Militäreinheiten, Wirtschafts- oder Sandboxkarten gebe es gar nicht mehr. Insgesamt sei statt einer Burgsimulation, die aus die aus der Masse heraussticht, „a fantasy strategy game that's easy to overlook“ (deutsch: „ein Fantasy-Strategiespiel, das man leicht übersieht“) geblieben.
Jim Rossignol von Eurogamer empfindet die mythischen Einheiten ebenfalls als unterhaltsame Ergänzung der Armee. Allerdings sei der Wunsch danach, ausführlich Burgen zu bauen, bereits von den Vorgängern befriedigt. Zudem seien die Belagerungen keine echte Freude. Insbesondere im Vergleich zu anderen RTS-Spielen seien ermüdend viele Bewegungsbefehle für die Einheiten nötig. Und auch die schwerfällige Balance von Geld und Beliebtheit, um die Burg am Leben zu halten, sei unverändert. Nur wer vergleichbare Spiele wie Rise of Nations: Rise of Legends schon gespielt habe, könne auch Stronghold Legends einmal ausprobieren.
PC Games findet „die Idee, statt der bekannten Raubritter- und Kreuzzugszenarien nun einmal ins Bücherregal der europäischen Legenden zu greifen, eigentlich fantastisch.“ Allerdings sei die Umsetzung nur mäßig gelungen. Denn die „Präsentation der Umgebung ist bestenfalls altbacken zu nennen“ und man sei versucht „im Kalender nachzuschauen, ob auch wirklich 2006 ist“. Auch weitere technische Mängel wie fehlerhafte Ansagen trübten den Spielspaß erheblich. Diese „wären noch einigermaßen verzeihlich, würde Stronghold Legends nicht in Gameplay und Spieldesign ebenso viele Fehler unterlaufen.“ Mit wenigen Ausnahmen sei die Missionsgestaltung sehr abwechslungsarm und der Schwierigkeitsgrad schwanke stark zwischen Unter- und Überforderung. Und auch das Einheitenverhalten sei für ein RTS-Spiel indiskutabel.